# 紫棕光鰓魚
紫棕光鰓魚（學名：Chromis monochroma），又稱紫棕光鰓雀鯛，是輻鰭魚綱鱸形目雀鯛科光鰓魚屬的其中一種，分布於西太平洋印尼海域，深度40至55公尺，本魚體呈卵圓形且側扁，背部橄欖棕色，腹面漸變為淺虹彩藍綠色，頭頂和下巴尖端呈黑色，背鰭硬棘和軟條基部黃灰色，背鰭軟條其餘部分透明，臀鰭淡黃色，基部略帶深褐色；尾鰭呈深黃色，尖端為黑色，腹鰭和胸鰭呈淡黃色，背鰭硬棘13-14枚，背鰭軟條10-11枚、臀鰭硬棘2枚、臀鰭軟條11枚，體長可達11.5公分，棲息在礁石區，以浮游生物為食，繁殖期時成對出現，雄魚會守護卵直到孵化，生活習性不明。